# یواس‌اس سپدفیش (اس‌اس‌ان-۶۶۸)
یواس‌اس سپدفیش (اس‌اس‌ان-۶۶۸) (به انگلیسی: USS Spadefish (SSN-668)) یک زیردریایی بود که طول آن ۲۹۲ فوت ۳ اینچ (۸۹٫۰۸ متر) بود. این زیردریایی در سال ۱۹۶۸ ساخته شد.